# Robert Koch (tysk luftskipper)
 Der er flere personer med dette navn, se Robert Koch (flertydig).
Robert Koch (8. december 1886 Konstanz ved Bodensøen – 17. marts 1917 Compiègne i Nordfrankrig) var en tysk marineofficerer, der fra 22. maj 1916 var tilknyttet luftskibsbasen i Tønder som kommandant på luftskib L 24 sammen med løjtnant Kurt von Collani som 1. officer.
Efter 33 udførte ture forlod Koch Tønder 2. oktober 1916.

## Luftskibskommandant
Kaptajnløjtnant Koch havde tjenstested i Nordholz ved Cuxhaven, Tønder, Hage i Østfrisland, Friedrichshafen ved Bodensøen og Ahlhorn i Oldenborg ved Bremen og udførte i alt 72 ture som kommandant på følgende 3 af den tyske Kaiserliche Marines luftskibe:
- Schütte-Lanz SL 3 fra 23. oktober 1915 til 11. december 1915. (13 ture). Luftskibet var ellers meste stationeret i Seddin i Pommern indtil det forulykkede 1. maj 1916 i Mamry-søen i det nuværende nordøstlige Polen
- L 24 fra 22. maj 1916 til 2. oktober 1916. (33 ture, heraf 19 rekognosceringer over Nordsøen og 4 bombetogter over England). Sendtes ud fra Tønder 1. juni 1916 under søslaget ved Jylland og bombede vandflyver-transportskibet HMS Vindex nær Bovbjerg Fyr hvorved 3 torpedo-udrustede vandflyvere ødelagdes og der skete moderat skade på selve skibet.[1] Efter Koch 2. oktober 1916 forlod Tønder var L 24 vist ikke i brug, men da luftskibet 28. december 1916 under ledelse af kommandant Friemel skulle bugseres ind i Toska-dobbelthallen, ramte det en mur med en lampe, som antændte L 24 og L 17, der begge udbrændte.
- L 39 fra 18. december 1916 til sin død d. 17. marts 1917. (26 ture, heraf 2 rekognosceringer over Nordsøen og et sidste bombetogt over England)

## Sidste bombetogt og død
Koch deltog med L 39 i et bombetogt med i alt 3 luftskibe og krydsede kysten nær Margate ved østspidsen af grevskabet Kent den 16. marts 1917 kl. 22.30. Der rapporteredes om 6 bomber og skade på 2 huse forårsaget af L 39. Luftskibene forlod sydkysten nær St Leonards-on-Sea ved Hastings for at krydse den Engelske Kanal og vinden blæste mod sydsydvest.
Kl. 3.55 nåede de den franske kyst vest for Dieppe og var kl. 4.20 næsten nået til Paris inden de drejede op mod vinden og undslap franske jagefly. Koch fløj i en time mod nordøst forbi Chaumont-en-Vexin og Beauvais, men ved 5-tiden var retningen igen sydøst, formentlig på grund af motorproblemer.

Lidt før kl. 5.30 sattes luftskibet under beskydning ved Estrées-Saint-Denis 15 km vest for Compiègne af den franske hærs 2. afdeling lastbilskyts, men svarede igen ved at lade 2 bomber falde over afdelingen, som imens skød videre.
Den halvfaste post nr. 45 ved Compiègne indledte beskydning med brandgranater i daggryets halvmørke kl. 5.40 (eller 6.40). Efter over 100 affyringer på 15 minutter ramtes luftskibet i 3.500 meters højde af en enkelt granat og brød i brand og kastedes mod jorden i østlig retning.

Halvvejs nede lidt i 6 sprængte en eksplosion skroget i 2 dele og kastede adskille besætningsmedlemmer overbord. Vraget faldt ned i udkanten af byen tværs over en havemur nær et tidligere udbombet hus ved Avenue Gambetta (nu vistnok Boulevard Gambetta).
Der fandtes 17 lig, hvoraf de 4 lå spredt omkring og de restererende lå forkullede i vraget.
Ligene begravedes først på kaserne-området i Royallieu, men flyttedes senere til den tyske krigskirkegård i Vignemont nord for Compiègne, hvor der står 5.333 stenkors.
Selvom ligresterne kunne identificeres ved hjælp af fundne indgraverede metalknapper fik vistnok alle, også Robert Koch, en anonym begravelse uden navn på det tilhørende kors.

En serie fotografier af styrtet optoges af vistnok den kendte franske dramatiker Pierre Magnier.
På grund af 1 times tidsforskydning mellem England og Frankrig er nogen af de nævnte klokkeslæt muligvis forkerte, så styrtet muligvis i stedet skete lidt i kl. 7.

## Eksterne links
- Kapitänleutnant Robert Koch - zeppelin-museum.dk
- Koch, Robert - frontflieger.de
- Kapitänleutnant Robert Koch - luftschiff.de
- Robert Koch Arkiveret 12. januar 2022 hos  Wayback Machine - weltkriegsopfer.de
- Robert Koch (Webside ikke længere tilgængelig) - aeronauticum.de

1. ↑  Zeppelins - forum.paradoxplaza.com
2. ↑  L 39 - destroyed over Compiègne - theaerodrome.com
3. ↑  Compiègne - grande.guerre.pagesperso-orange.fr
4. ↑  Luftschiff L39 - frontflieger.de
5. ↑  Nécropole allemande (Vignemont) - picardie1418.com